# 廉丹
廉 丹（れん たん、? - 22年）は、中国の新代の武将。司隷京兆尹杜陵県の人。趙の名将廉頗の末裔。父は成帝の時に右将軍に至った廉褒。なお廉丹の孫は、蜀郡太守などを歴任した廉范である。四川に逃げて生き延びて39年まで生きた説もある。

## 事跡

### 南方辺境への遠征
| 姓名           | 廉丹 |
| 時代           | 新代 |
| 生没年         | 生年不詳 - 22年（地皇3年）                                                                                  |
| 字・別号       | 〔不詳〕 |
| 本貫・出身地等 | 司隷京兆尹杜陵県                                                                                            |
| 職官           | 中郎将（後に兼禦侮）〔新〕 →南城将軍〔新〕→寧始将軍〔新〕 →更始将軍〔新〕 ※大司馬・庸部牧も歴任（時期不明） |
| 爵位・号等     | 平均侯〔新〕→平均公〔新〕 →平均果公〔没後〕                                                                 |
| 陣営・所属等   | 王莽 |
| 家族・一族     | 父：廉褒 |

王莽配下の将軍であり、廉氏は代々漢の武官として名を馳せていた。
始建国3年（10年）、中郎将廉丹は、王莽から禦侮に任命され、唐林・李充・趙襄と共に太子の四友となっている。その後、時期は不明だが、南城将軍に任命され、天鳳2年（15年）、さらに寧始将軍となった。
天鳳3年（16年）王莽が南方民族の句町夷の首領を王から侯に格下げすると、句町夷を始めとする南方民族は次々と反乱し、平蛮将軍馮茂が討伐に向かったが、失敗して王莽により投獄され死亡した。代わって、廉丹と庸部牧史熊が、天水郡・隴西郡の騎兵、広漢郡・巴郡・蜀郡・犍為郡の官吏・民衆10万人を動員して、南方民族討伐に従事する。緒戦は勝利したが、まもなく廉丹らの軍も疫病等に苦しめられ、討伐の成果はあがらず、天鳳6年（19年）に廉丹は長安へ召還された。同年、大司馬荘尤（厳尤）と共に匈奴征伐に動員される予定であったが、荘尤が諫止して罷免されたために沙汰止みとなっている。この他、時期は不明だが、廉丹は大司馬・庸部牧も歴任した。

### 赤眉に敗れて戦死
地皇3年（22年）4月、更始将軍・平均侯となっていた廉丹は、太師王匡と共に、精鋭10万の軍勢を率いて赤眉軍の討伐に向かった。しかし王匡・廉丹は、進軍先で部下に放縦の限りを尽くさせたため、「赤眉軍に逢っても、太師（王匡）には逢うな。太師はまだ良い、更始（廉丹）には殺されるぞ」との格言が出来るほどであった。
途中、定陶（済陰郡）に到達したところで、王莽から「倉庫の糧食は尽きた。政府の蔵は空だ。怒るがいい。戦うがいい。将軍は国家の重大な任務を背負っておられるので、戦場で身を捧げなければ、報恩にして責務を尽くしたことにはならない」との文面の手紙が届いたため、不安を抱いた廉丹は配下の馮衍と相談している。馮衍は、新を見限り独立割拠して情勢の変化を待つべき旨を説いたが、廉丹はこれに従わなかった。同年冬、無塩（平郡）で蜂起していた索盧恢を鎮圧し、廉丹は公に昇進している。
まもなく赤眉軍の別働隊の将の董憲が梁郡で活動しているという情報が入り、王匡は直ちにこれを討伐しようとした。廉丹は兵士の休養が必要と諫言したが、王匡は聞かず、廉丹も已む無くこれに従う。そして成昌（東平郡?）で董憲と交戦したが敗北した。逃走する王匡に、廉丹は自らの印韍と符節を渡した上で「小僧は逃げることもできよう。だが、私はそうも行かない」と言い、その場に踏みとどまって戦死した。王莽は廉丹の死を悼み、果公の諡号を贈っている。ただし、四川に逃げ延び、39年まで余生を過ごしたとも言われている。